# Надёжность психологического теста
Надёжностью называется один из критериев качества теста, его устойчивость по отношению к погрешностям измерения. Различают два вида надёжности — надёжность как устойчивость и надёжность как внутреннюю согласованность.

## Надёжность как устойчивость
Устойчивость результатов теста или ретестовая надежность (англ. test-retest reliability) — возможность получения одинаковых результатов у испытуемых в различных случаях.
Устойчивость определяется с помощью повторного тестирования (ретеста):
В данном методе предлагается провести несколько замеров с некоторым промежутком времени (от недели до года) одним и тем же тестом. Если корреляция между результатами различных замеров будет высокой, следовательно, тест достаточно надежный. Наименьшим удовлетворительным значением для ретестовой надежности является 0.76.
Однако надежность не всех тестов можно проверять этим методом, так как оцениваемое качество, явление или эффект могут быть сами по себе нестабильны (например, наше настроение, которое может меняться от одного замера к следующему). Ещё один недостаток повторного тестирования — это эффект привыкания. Испытуемые уже знакомы с этим тестом, а может быть, даже помнят большую часть своих ответов после предыдущего заполнения.
В связи с вышеизложенным применяется исследование надежности психодиагностических методик с использованием параллельных форм, при которых конструируются эквивалентные или параллельные наборы заданий. При этом испытуемые выполняют совершенно другой тест при аналогичных условиях. Однако имеются трудности в доказательстве того, что обе формы являются действительно эквивалентными. Несмотря на это, на практике параллельные формы тестов оказываются полезными в установлении надежности тестов.

## Надёжность как внутренняя согласованность
Внутренняя согласованность (англ. internal consistency) определяется связью каждого конкретного элемента теста с общим результатом, тем, насколько каждый элемент входит в противоречие с остальными, насколько каждый отдельный вопрос измеряет признак, на который направлен весь тест.
Чаще всего тесты разрабатываются таким образом, чтобы у них была высокая степень внутренней согласованности, в связи с тем, что если одна переменная измеряется частью теста, то тогда в других частях, если они не согласованы с первой, эта же переменная измеряться не может.
Таким образом, чтобы тест был валидным, необходимо, чтобы он был согласован.
Однако существует и противоположная точка зрения. Кэттелл говорит о том, что высокая внутренняя согласованность на самом деле является противоположностью валидности: каждый вопрос должен затрагивать меньшую область или иметь более узкое значение, чем критерий, подвергающийся измерению. Если все вопросы являются согласованными в высокой степени, они сильно коррелируют, и, следовательно, надежный тест будет измерять только лишь сравнительно «узкую» переменную с малыми отклонениями. По рассуждениям Кэттелла, максимум валидности существует, когда все задания теста не коррелируют друг с другом, а каждое из них имеет положительную корреляцию с критерием. Однако, такой тест будет характеризоваться низкой надежностью по внутренней согласованности.
Для проверки внутренней согласованности применяются:
1. Метод расщепления или метод автономных частей
2. Метод эквивалентных бланков
3. Альфа Кронбаха

### Метод расщепления (Split-half reliability)
Этот метод заключается в расщеплении/разделении теста на две равные части (например, четные и нечетные вопросы, первая и вторая половина), а затем находится корреляция между ними. Если корреляция высокая, тест можно считать надежным.

### Метод эквивалентных бланков
МЭБ состоит в применении двух сопоставимых друг с другом форм теста для большой выборки (например, формы L и M для измерения в шкале интеллекта Стэнфорда-Бине).
Результаты, полученные при выполнении двух форм, сравнивают и высчитывают корреляцию. Если коэффициент корреляции высокий, следовательно, тест надежен. Недостаток этого метода в том, что он подразумевает такой длительный и трудоемкий процесс, как создание двух эквивалентных форм.

### Метод альфа Кронбаха
В этом методе, предложенном Ли Кронбахом, сравнивается разброс каждого элемента с общим разбросом всей шкалы. Если разброс результатов теста меньше, чем разброс результатов для каждого отдельного вопроса, следовательно, каждый отдельный вопрос направлен на исследование одного и того же общего основания. Они вырабатывают значение, которое можно считать истинным. Если такое значение выработать нельзя, то есть получается случайный разброс при ответе на вопросы, тест не надежен и коэффициент альфа Кронбаха будет равен 0. Если же все вопросы измеряют один и тот же признак, то тест надежен и коэффициент альфа Кронбаха в этом случае будет равен 1.

#### Вычислениеα{\displaystyle \alpha }Кронбаха
{\displaystyle \alpha } Кронбаха определяется как
{\displaystyle {{{N} \over {N-1}}\left({{\sigma _{X}^{2}-\sum _{i=1}^{N}{\sigma _{Y_{i}}^{2}}} \over {\sigma _{X}^{2}}}\right)}},
где {\displaystyle N} — число элементов в шкале, {\displaystyle \sigma _{X}^{2}} — дисперсия общего тестового балла, и {\displaystyle \sigma _{Y_{i}}^{2}} — дисперсия элемента {\displaystyle i}.
Альтернативный способ вычисления выглядит следующим способом:
{\displaystyle \alpha ={N\cdot {\bar {c}} \over ({\bar {v}}+(N-1)\cdot {\bar {c}})}}
где N — число элементов в шкале,{\displaystyle {\bar {v}}} — средняя дисперсия для выборки,{\displaystyle {\bar {c}}} — среднее значение для всех ковариаций между компонентами выборки.
В настоящее время Кронбаха считают при помощи SPSS, STATISTICA и других современных статистических пакетов, возможно и при помощи Microsoft Excel

#### Значениеα{\displaystyle \alpha }Кронбаха
Альфа Кронбаха в целом будет возрастать по мере увеличения взаимных корреляций переменных, и, поэтому, считается маркёром внутренней согласованности оценки достоверности результатов тестов. Так как максимальное взаимные корреляции между переменными по всем пунктам присутствуют, если измеряется одно и то же, альфа Кронбаха косвенно указывает на степень того, насколько все пункты измеряют одно и то же. Таким образом, альфа наиболее целесообразно использовать, когда все пункты направлены на измерение одного и того же явления, свойства, феномена. Однако, следует заметить, что высокое значение коэффициента указывает на наличие общего основания у набора вопросов, но не говорит о том, что за ними стоит один-единственный фактор — одномерность шкалы следует подтверждать дополнительными методами.
Когда измеряют гетерогенную структуру, альфа Кронбаха часто будет низким. Таким образом, альфа не подходит для оценки надежности умышленно гетерогенной инструментов (например, для оригинала MMPI, в данном случае имеет смысл проводить отдельные измерения для каждой шкалы).
Считается, что профессионально разработанные тесты должны иметь внутреннюю согласованность на уровне не менее 0.70.
Коэффициент альфа может применяться и для решения другого типа задач. Так, с его помощью можно измерять степень согласованности экспертов, оценивающих тот или иной объект, стабильность данных при многократных измерениях и т.д

#### Теоретическое основаниеα{\displaystyle \alpha }Кронбаха
Метод вычисления критерия альфа Кронбаха может быть рассмотрен как расширение Кьюдера-Ричардсона-20, который является эквивалентом для работы с дихотомиями или переменными, принимающих только два значения (например, ответы истинно/ложно).
Критерий альфа Кронбаха теоретически связан с формулой прогнозирования Спирмана-Брауна. И обе эти формулы вытекают из классической теорией теста (недоступная ссылка), заключающийся в том, что достоверность результатов тестирования может быть выражена как отношение дисперсий истинной и общей оценок (ошибки и истинной оценки).

### Надежность ивалидность
Надежность показывает, что результаты проводимого исследования близки к истине, а валидность показывает, что результаты действительно относятся к тому явлению, которое изучается исследователем. Валидное исследование автоматически является надежным, однако обратное следствие не обязательно. Надежное исследование может и не быть валидным.